# Papiro 90
O Papiro 90  ({\displaystyle {\mathfrak {P}}}90) é um antigo papiro do Novo Testamento que contém fragmentos dos capítulos dezoito e dezenove do Evangelho de João (18:36–19:1r+19:2-7v).